# Aavo Sillandi
Aavo Sillandi, gebürtig Nikolai Kleinsohn (* 4. Junijul. / 17. Juni 1912greg. in Petschory, Russisches Kaiserreich; † 22. Oktober 1983 in Tallinn, Estnische SSR) war ein estnischer Fußballspieler und -trainer.

## Leben
Aavo Sillandi wurde im Jahr 1912 als Sohn von Gottlieb Kleinsohn und seiner Frau Olga (geborene Needris) in Petschory im Russischen Kaiserreich geboren. Während des Estnischen Freiheitskriegs wurde seine Geburtsstadt von estnischen Kräften erobert und bis 1940 Petseri genannt. Sillandi spielte ab 1936 für den Fußballverein JS Estonia Tallinn, mit dem er 1936, 1938 und 1939 die Estnische Meisterschaft gewann. Im Jahr 1937 spielte Sillandi dreimal für die Estnische Fußballnationalmannschaft und erzielte einen Treffer. Mit der Nationalelf nahm er 1937 am Baltic Cup teil.
Nach der sowjetischen Besetzung Estlands im Zweiten Weltkrieg wurde Sillandi 1940 in seiner Funktion als Polizist verhaftet und deportiert. Er saß eine zehnjährige Freiheitsstrafe im Gefangenenlager Swerdlowsk ab. Nachdem er einen Aufstand organisiert hatte, wurde die Strafe nochmals um zehn Jahre verlängert. Durch eine Amnestie im März 1956 wurde Sillandi freigelassen.
Nach seiner Rückkehr nach Tallinn trainierte er ab 1963 Tallinna Taksopark und den SK Tempo Tallinn als Cheftrainer.

## Erfolge
mit dem JS Estonia Tallinn:
- Estnischer Meister (3): 1936, 1938, 1939